# Trimma filamentosus
Trimma filamentosus är en fiskart som beskrevs av Winterbottom, 1995. Trimma filamentosus ingår i släktet Trimma och familjen smörbultsfiskar. Inga underarter finns listade i Catalogue of Life.